# Castell de la Pobla de Lillet
Castell de la Pobla de Lillet és una fortalesa construïda pels Mataplana l'any 1293 a la Pobla de Lillet, al Berguedà. És una obra declarada bé cultural d'interès nacional.

## Descripció
El castell dels Mataplana es va construir en una illa dins del riu Llobregat, en d'intersecció amb el riu Arija. El castell va ser pràcticament destruït en un incendi i sobre les seves restes es va construir entre els anys 1716 i 1719 l'església de Santa Maria de Lillet i la rectoria, aquesta última potser aprofitant part del que quedava d'una de les tres ales de l'antic castell. La rectoria es va restaurar per convertir-la en una casa pel turisme rural. Les restes del recinte emmurallat que envoltava la població no són visibles. Es trobarien al subsòl o integrades en els murs d'algunes de les cases del poble.
Construcció
"Es tracta d'un edifici de planta irregular, distribuït en quatre nivells 
(planta semi-subterrània planta baixa, i dues plantes pis -la darrera 
amb altell-) i cobert amb teulada a dos vessants amb el carener disposat
en sentit nord-sud. Mostra tres façanes, ja que pel costat sud afronta 
amb l'església i amb un pas o carreró cobert que comunica el carrer 
Cisneros amb la plaça de l'església. Les entrades a aquest carreró són a
través de dues obertures (una a cada façana) fetes en arc rebaixat de 
pedres allargades col·locades en sardinell. Aquest pas és fet en la 
mateixa estructura de l'edifici, o sigui que està delimitat pel mur de 
l'església al costat sud i per aquest edifici pel costat nord (on també 
té una porta d'accés), a més està cobert per un forjat de bigues de 
fusta i revoltons d'obra. Pel que fa a l'edifici, la façana principal és
la que dona al carrer Cisneros (abans carrer del Castell), és de menor 
alçada que la resta, ja que en aquest punt la cota del terreny natural 
és més elevada, comportant que aquest frontis presenti un nivell de 
planta menys. Al costat de l'obertura del carreró hi ha la porta 
principal d'accés a l'edifici, que obra a nivell de la planta baixa, i 
que està conformada per una llinda plana formada per cinc peces de pedra
treballada i muntants del mateix material, conserva escasses restes d'ornamentació consistents en una petita motllura a l'angle interior. La 
resta, són simples obertures rectangulars sense cap element 
arquitectònic diferenciador, hi ha una gran finestra a la planta primera
i a sobre dos balcons. A les altres dues façanes trobem una porta 
d'entrada a cadascuna, ambdues obren al mateix espai interior. En 
conjunt trobem dos tipus d'obertures, la senzilla obertura rectangular i
l'obertura en arc rebaixat construït per pedres allargades col·locades 
en sardinell. A la façana de la plaça de l'església hi ha una obertura 
que dona a un balcó amb voladís de fusta i coberta de teula àrab, es 
tracta d'un element recent, però que sembla que vol reproduir el que hi 
havia hagut amb anterioritat. Cal dir, que les reformes realitzades els 
darrers anys han comportat modificacions en algunes de les obertures per
tal d'uniformitzar-les. Pel que fa a l'estructura interior, la planta 
semi-subterrània de mides molt menors que la resta, ja que pel sud té 
el carreró i per l'est també és més petita, probablement pel mateix 
terreny natural; és una planta distribuïda en diferents nivells, 
destacant-se que de les tres estances en què està compartimentada, dues 
d'elles són cobertes amb volta feta amb encofrat de pedres. La planta 
baixa, també és més petita pel costat sud, on hi ha el carreró; en 
aquesta es distingeix clarament que es tracta d'una estructura de dos 
cossos paral·lels (perpendiculars a la façana principal) separats per un
potent mur de càrrega que es desenvolupa fins al darrer pis. L'escala 
d'accés d'aquest nivell a la planta primera encara conserva part de 
l'estructura de graons de pedra. Del primer pis cal ressaltar que es 
conserven part dels falsos sostres de guix, amb restes de motllures i 
alguns detalls florals. En aquest nivell, on hi ha actualment la gran 
sala d'estar-menjador, es correspon molt probablement amb l'espai on 
originàriament també hi havia hagut la gran sala; en el mur est hi ha un
rebaix allargat coronat per un arc monolític de pedra que podria 
correspondre a l'espai d'un rellotge encastat.

## Història
El dia 15 d'abril de l'any 1297, Ramon II d'Urtx i el seu fill Hug de Mataplana, donaren una carta de franqueses i llibertats als homes de la Pobla el 15 d'abril de 1297. Aquesta carta és una invitació per poblar l'indret que llavors es deia "El Pujol". Aquest lloc va ser l'escollit pels Mataplana per fer una fortalesa i fer créixer una població al voltant. Al segle xiv, es potencià el castell de la Pobla, en detriment del de Lillet el qual, a poc a poc, es va anar abandonant. El castell va ser destruït per un incendi i en el seu lloc es va construir l'església i la rectoria. Aquesta última va ser comprada al bisbat de Solsona per Josep Recolons i Lurdes Vinyes, els quals l'han convertit en una casa per turisme rural.
Serà precisament l'accés des del Pont Vell que farà que aquest indret es converteixi en un lloc idoni per a la construcció de la nova fortalesa, que es protegirà bàsicament amb l'aigua. Les construccions que avui existeixen no són les originàries. L'antic castell, del qual només en queda una meitat, va ser mutilat per a la construcció de l'actual església aprofitant un gran incendi que va malmetre molt el recinte. La nova construcció es va fer entre el 1716 i el 1719. Abans hi havia una capella, la de Sant Antoni, per a ús privat del castell, i que estava situada on ara hi ha l'actual campanar. Del pont d'aquesta època en queda tan sols una arcada. Els lligams de la Baronia dels Mataplana amb el comtat de Cerdanya van fer necessària la connexió amb el camí ral de Berga a la Cerdanya passant per Castellar de n'Hug. Les traces trobades als plànols fan pensar en la construcció d'un altre pont, de menys importància, per a comunicar els dos camins. És possible pensar, per la mateixa forma del territori, que la zona d'influència de l'aigua voregés la cota 850. La primera manipulació d'aquest agent natural fou una petita presa, de la qual avui només queden algunes restes i algunes fotos, que assegurava l'embassament d'aigua per a protecció de la fortalesa. Pel cantó nord es pot veure la construcció d'uns murs que feien de muralla i contenció de les aigües i s'hi pot trobar també la construcció de nous edificis seguint la nova via d'accés, materialitzant el que seran les portes del recinte.

| «           | La Pobla de Lillet és el Castrum Lilietum dels romans, que fou a l'Edat Mitjana cap de la baronia de Mataplana i de Pinós, baronia que passà més tard a la casa d'Alba. La carretera que porta de Guardiola a la Pobla és inolvidable. Corre per una part del curs del Llobregat, d'una bellesa i d'una frescor incomparables. La ribera obaga que segueix el riu està poblada d'un bosc imposant i dilatat, d'una esponera magnífica, d'una presència misteriosa, com aquells boscos que hi ha a la Vall d'Aran, de tanta fascinació i d'un prestigi botànic que no es pot discutir. La població té un aspecte agrari, encara que els cafès ja presenten aquell punt de pedanteria indicador de la proximitat de l'industrialisme en plena marxa ascendent. | » |
| — Josep Pla | |   |

I aquest text que segueix és la història de l'edifici segons es descriu a la Fitxa del Mapa del Patrimoni Cultural de La Pobla de Lillet elaborat per la Diputació de Barcelona.
"Aquest edifici es correspon amb l'antiga rectoria (l'actual està situada molt a prop, al costat est de l'església), tot i que també és conegut com "El Castell". Això es deu al fet que el seu emplaçament, junt amb l'espai que ocupa l'església parroquial, és l'indret on es va construir el castell-palau dels Mataplana arran de l'atorgament el 1297, de la carta de poblament, 
llibertats i franqueses de la Pobla de Lillet per tal de poblar el lloc.
El paratge escollit era l'anomenat "Pujol"; on en el seu punt més alt, a
més del castell-palau, al segle xiv s'hi construí una petita capella 
castral dedicada a Sant Antoni. El castell de la Pobla de Lillet fou 
residència habitual dels senyors de Mataplana almenys gran part del 
segle xiv. A finals del segle xv en el decurs de la guerra civil 
catalana, la Pobla fou assaltada i cremada; no sabem si és aquest 
l'incendi que s'esmenta a la bibliografia que va afectar 
considerablement aquests edificis. A partir de finals de segle xv hi ha 
molt poques referències, i potser una de les darreres mencions és un 
document del 1618, és la venda d'una casa "dejús lo castell de la 
Pobla...". El 1735 ja s'havia construït la rectoria, ja que consta com a
tal en el cadastre de les cases de la vila i terme de la Pobla de 
Lillet; en aquesta referència cadastral hi consta la nota "antes de 
1716". Així hem de situar la construcció de la rectoria entre finals del
segle XVII i inicis del segle xviii, període força coincident a la 
construcció de l'església parroquial de Santa Maria de Lillet. Aquesta 
església s'inaugurà com a parroquial el 1748, abans ho era l'església 
del Monestir de Santa Maria de Lillet, fet que també va comportar el 
canvi de residència del rector, establint-se en aquest edifici adossat a
la nova església.
El 1997 es va fer la modificació puntual de les 
Normes Subsidiàries de planejament per al canvi de qualificació 
urbanística de la finca, per tal que l'església es pogués vendre 
l'edifici, ja que amb la nova rectoria, l'antiga restava tancada, sense 
ús i en mal estat, i no se'n podien fer càrrec. Els nous propietaris 
l'han reformat i habilitat totalment per al seu nou ús com a allotjament
 rural de luxe.
Tal com s'ha dit, la fesomia que té aquest edifici és el resultat de 
la construcció de la rectoria de finals del segle XVII-principis del 
XVIII, quasi simultàniament a l'edificació de l'església parroquial, i 
de fet gran part de la seva estructura sembla correspondre a aquest 
període cronològic, tot i això, no podem obviar el singular emplaçament 
on està ubicat. Llavors no es pot descartar que algun dels murs i 
paraments de l'edifici, siguin restes d'estructures reaprofitades del 
castell-palau dels Mataplana."

## Galeria d'imatges

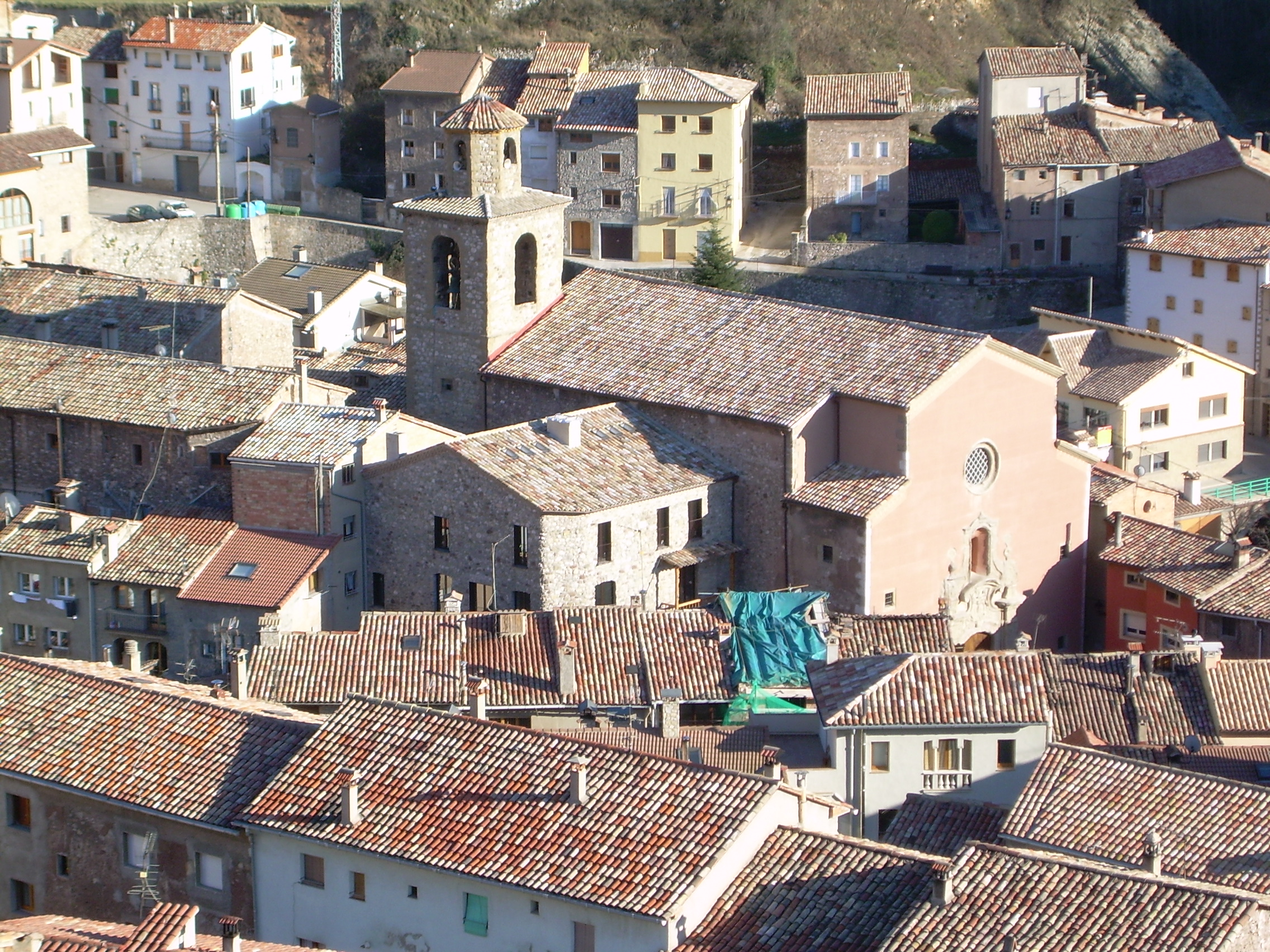
Vista del conjunt format pel Castell de la Pobla de Lillet i l'església de Santa Maria de la Pobla de Lillet
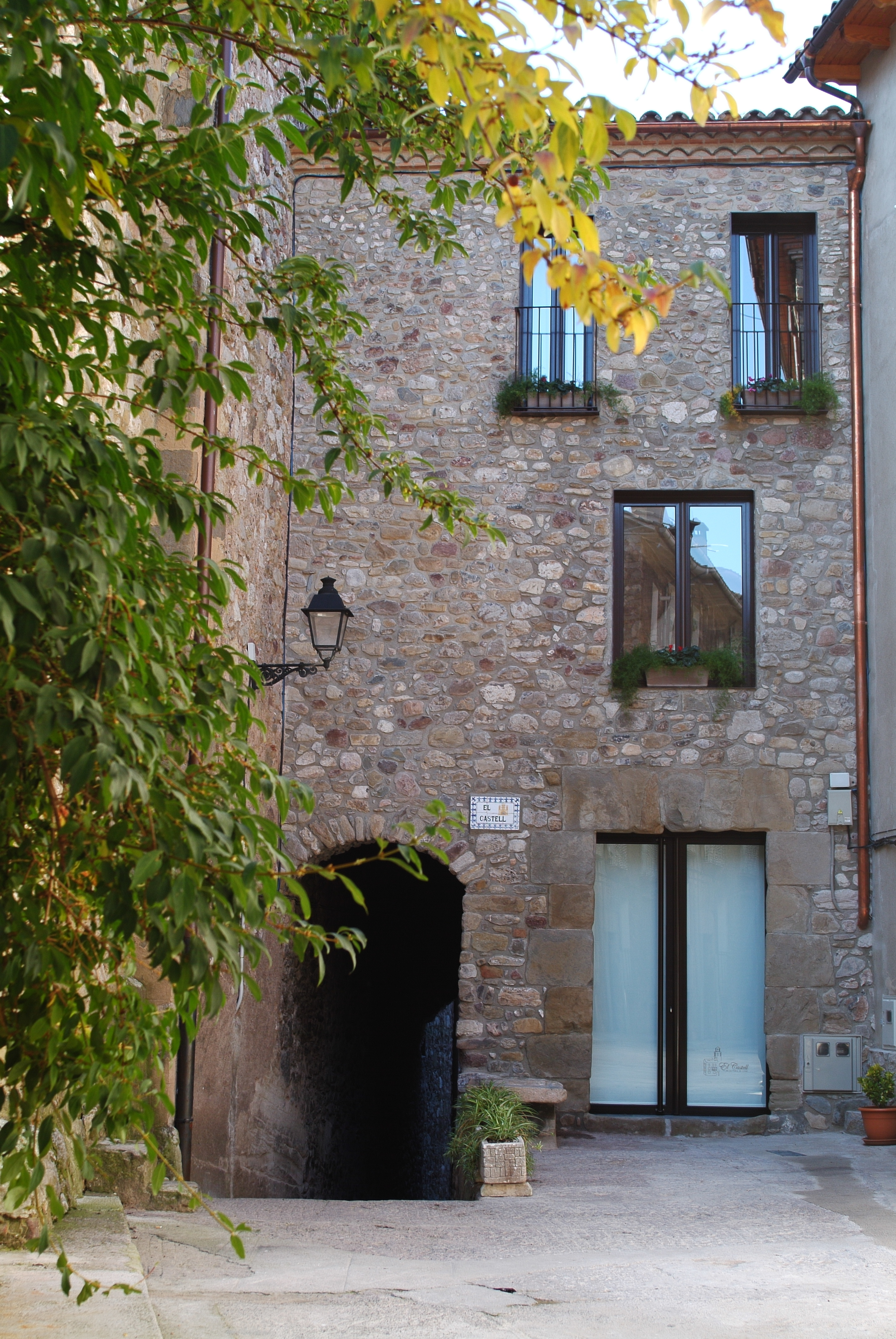
Façana oest restaurada del Castell de La Pobla de Lillet. Aquesta façana conté l'accés a l'edifici des del pati d'armes. Aquest espai públic avui dia s'anomena carrer del Dr. Cisneros.
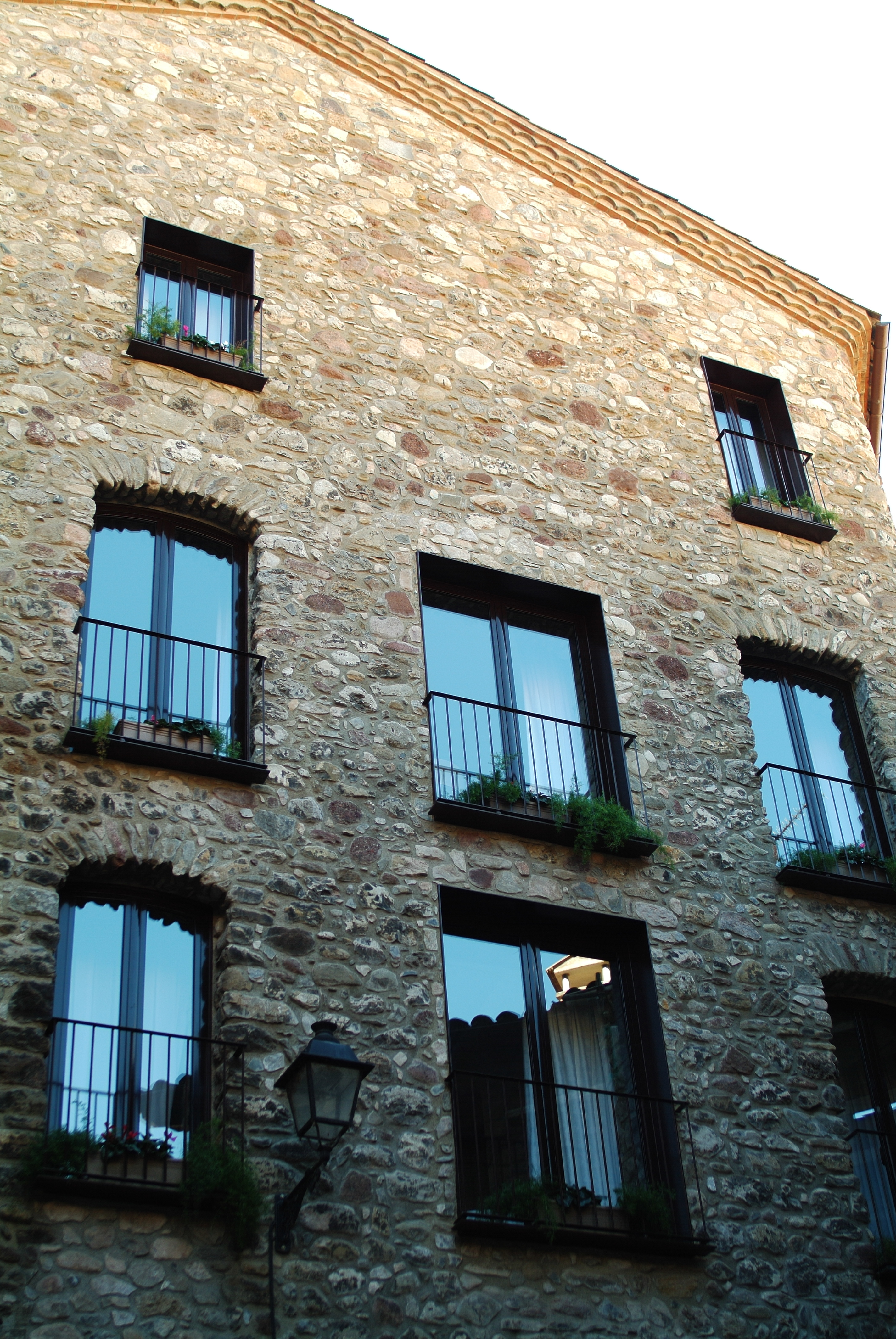
Façana nord restaurada del Castell de La Pobla de Lillet